# Thank God It’s Christmas
A Thank God It’s Christmas a brit Queen rockegyüttes dala. A szerzői Roger Taylor dobos és Brian May gitáros voltak. 1984 nyarán mindketten belekezdtek egy karácsonyi témájú dal írásába, May a saját dalát „I Dream of Christmas” címen kezdte, de csak évekkel később fejezte be, és felesége, Anita Dobson színésznő énekelte el. Úgy döntöttek, hogy Taylor dalán dolgoznak tovább közösen. 1984 novemberében a londoni Sarm East Studiosban dolgoztak rajta, majd az anyagot elküldték Münchenbe, hogy az akkoriban ott élő Freddie Mercury énekeljen a felvételen.
1984. november 26-án megjelent kislemezen, és a huszonegyedik helyet érte el Angliában. Bár nem aratott túl nagy sikert, egy időben a gyűjtők egyik keresett kiadványa lett, mert jó ideig nem jelent meg nagylemezen. Felkerült az 1985-ben kiadott The Complete Works díszdobozos kiadvány dalai közé, és az 1999-es Greatest Hits III válogatásalbumra.

## Kiadványok
7" kislemez (EMI QUEEN 5, Anglia)
1. Thank God It’s Christmas – 4:19
2. Man on the Prowl – 3:28
3. Keep Passing the Open Windows – 5:21

12" kislemez (EMI 12 QUEEN 5, Anglia / Capitol V-8622, Amerika)
1. Thank God It’s Christmas – 4:19
2. Man on the Prowl (extended) – 6:02
3. Keep Passing the Open Windows (extended) – 6:39

## Listás helyezések
| Év   | Lista                | Helyezés |
| ---- | -------------------- | -------- |
| 1984 | Brit kislemezlista   | 21       |
| 1985 | Ausztria Top 40      | 21       |
| 1984 | Belgium Ultratop     | 11       |
| 1984 | Hollandia MegaCharts | 31       |
| 1984 | Ír slágerlista       | 8        |
| 1985 | Német slágerlista    | 27       |

## Külső hivatkozások
- Dalszöveg
- Slágerlistás helyezései. ukmix.org (angolul)